# Elecciones en Suecia
Las Elecciones en el Reino de Suecia se celebran cada cuatro años, y determinan la composición de los órganos legislativos en los tres niveles de la división administrativa del país. Al más alto nivel, estas elecciones determinarán la asignación de escaños en el Riksdag, el órgano legislativo nacional de Suecia. Elecciones a los 20 consejos de condado (landsting) y 290 asambleas municipales (kommunfullmäktige) se llevan a cabo simultáneamente con las elecciones legislativas en el tercer domingo de septiembre, y el uso de aproximadamente el mismo sistema electoral.
Suecia también celebra elecciones al Parlamento Europeo, que a diferencia de las elecciones nacionales de Suecia se llevan a cabo en junio de cada cinco años, aunque también se celebran en domingo y el uso de un sistema electoral es casi idéntico. La próxima elección general sueca se celebrará el 9 de septiembre de 2018. La última elección de Suecia ante el Parlamento Europeo se celebró el 25 de mayo de 2014 y la próxima está prevista para 2019.

## Sistema electoral

### Votantes y elegibilidad
Para votar en una elección parlamentaria sueca, uno debe ser:
- Un ciudadano sueco
- Por lo menos 18 años de edad
- Un residente de Suecia, o, alternativamente, haber sido residente de Suecia en el pasado (lo que excluye a los suecos nacidos en el extranjero que nunca han vivido en Suecia)

Para votar en las elecciones locales de Suecia (por las diputaciones provinciales y las asambleas municipales), se debe: 
- Ser un residente del condado o municipio en cuestión
- Ser mayor de 18 años de edad
- Pertenecer a uno de los siguientes grupos:
  - Ciudadanos suecos
  - Los ciudadanos de Islandia, Noruega, o cualquier país de la Unión Europea
  - Los ciudadanos de cualquier otro país que tengan residencia permanente en Suecia y ha vivido en Suecia durante tres años consecutivos.

Para votar en las elecciones al Parlamento Europeo, uno debe tener 18 años de edad y pertenecer a uno de los siguientes grupos:
- Los ciudadanos suecos que son o han sido residentes de Suecia
- Los ciudadanos de cualquier otro país de la Unión Europea que actualmente se encuentren como residentes en Suecia.

En general, cualquier persona que sea elector también es elegible en las elecciones.
A diferencia de muchos países donde los votantes eligieron entre una lista de candidatos o partidos, cada partido en Suecia ha boletines de voto diferentes. Las papeletas deben ser idénticos en tamaño y material, y tienen diferentes colores dependiendo del tipo de elección: amarillo para las elecciones del Riksdag, azul para las elecciones del consejo del condado y el blanco para las elecciones municipales y al Parlamento Europeo.

### Votaciones
Los votantes suecos pueden elegir entre tres diferentes tipos de papeletas de votación. La papeleta de votación de los partidos tiene simplemente el nombre de un partido político impreso en el frente y está en blanco en la espalda. Esta papeleta se utiliza cuando un votante desea votar por un partido determinado, pero que no desea dar preferencia a un candidato en particular. La papeleta de votación con nombres tiene el nombre de ese partido seguido por una lista de candidatos (que pueden continuar en el otro lado). Un votante con esta papeleta puede elegir (pero no es necesario) un voto personal mediante la introducción de una marca al lado de un candidato en particular, además de votar por su partido político. Por otra parte, un votante puede tomar una papeleta en blanco y escribir un nombre de ese partido en ella. 

### Coste de las papeletas
Para las elecciones parlamentarias nacionales, el gobierno paga la impresión y distribución de papeletas de voto para todo partido que haya recibido al menos un 1% de los votos a nivel nacional en cualquiera de las dos elecciones previas. Para las elecciones locales, cualquier partido que se encuentre actualmente representado en el órgano legislativo de que se trate tiene derecho a la impresión gratuita de cédulas de votación. 

### Asignación de escaños
Los escaños en los distintos órganos legislativos se repartirán entre los partidos políticos suecos proporcionalmente utilizando una forma modificada del método Sainte-Laguë. Esta modificación genera una preferencia sistemática en las matemáticas detrás de la distribución de escaños: los partidos más grandes son favorecidos por encima de los partidos más pequeños. El sistema sigue siendo intensamente proporcional, y por lo tanto un partido que gana aproximadamente el 25% de la votación debería ganar aproximadamente un 25% de los escaños. 
Los candidatos elegidos de cada partido se determinan por dos factores: clasificación del candidato por su partido y el número de votos de preferencia de los votantes. Aunque los partidos controlan totalmente la configuración de las listas, el sistema da a los votantes un grado de poder en la elección de los candidatos de la lista directamente. Por ejemplo, en las elecciones parlamentarias nacionales, todos los candidatos que reciban un número de votos personales equivalente al 8% o más del total de la lista del partido, será automáticamente ascendido a la parte superior de la lista, independientemente de su clasificación en la lista establecido anteriormente por el partido. Este umbral es sólo cinco por ciento para las elecciones locales y elecciones al Parlamento Europeo.

### Duración del mandato
Los miembros del Riksdag son elegidos por un período determinado, que actualmente es de cuatro años. En 1970 y 1994, la duración del plazo era de tres años; antes de eso, normalmente era de cuatro años. El Parlamento puede ser disuelto antes por un decreto del primer ministro, en el que las elecciones se celebran de nuevo. Sin embargo, los nuevos miembros del parlamento, sólo ejercerán su cargo hasta la próxima elección ordinaria, cuya fecha no se cambia. Así, la duración de los mandatos de los nuevos miembros del Parlamento serán las partes restantes de los términos de la legislatura en el Parlamento disuelto.
El Riksdag unicameral nunca ha sido disuelto antes de tiempo. La última vez que la segunda cámara del Riksdag fue disuelta de esta forma fue en 1958.
Las asambleas regionales y locales no pueden ser disueltas antes de que finalice su mandato.

## Elecciones al Riksdag

Los condados de Suecia.

El Parlamento unicameral de Suecia tiene 349 miembros. 310 de estos miembros son elegidos mediante una lista de partido, sistema de representación proporcional en los 29 distritos electorales de Suecia. Estas circunscripciones, por lo general, coincide con los condados de Suecia, aunque en los condados de Estocolmo, Skåne (que contiene Malmö) y Västra Götaland (con Gotemburgo) se dividen en pequeñas circunscripciones electorales debido a su mayor población.
Los restantes 39 escaños en el Riksdag son los "asientos de ajuste", distribuidos entre los partidos de tal forma que el número de escaños en el Parlamento coincide con la distribución de los votos.
Con el fin de restringir la cantidad de partidos que obtuvieron escaños en el Riksdag, se ha establecido un umbral. Para obtener escaños en el Riksdag, un partido debe obtener al menos un 4% de los votos a nivel nacional, o el 12% de los votos en cualquier circunscripción electoral.

### Últimas elecciones
En septiembre de 2014 las elecciones parlamentarias suecas resultaron con la victoria de Stefan Löfven y del Bloque Roji-Verde. Los resultados se destacaban por ser los peores de los socialdemócratas desde la institución del sufragio universal en 1921 (Peores que los resultados obtenidos en 2010), la caída de La Alianza de Centro-Derecha y la consolidación de Demócratas de Suecia como tercera fuerza política del país nórdico.
Elecciones generales 2022
Durante el período electoral del 2022 al 2026 hay ocho partidos con representación en el parlamento. Aquí sigue una lista de los sitios, escaños, que los partidos obtuvieron en el parlamento después de las elecciones del 2022:
- El Partido Socialdemócrata (S) 107 escaños
- Los Demócratas de Suecia (SD) 73 escaños
- El Partido Moderado (M) 68 escaños
- El Partido de Izquierda (V) 24 escaños
- El Partido del Centro (C) 24 escaños
- Los Demócratas Cristianos (KD) 19 escaños
- El Partido Verde (MP) 18 escaños
- El Partido Liberal (L) 16 escaños

Al tener mayoría los partidos conservadores, la primera ministra y líder de los socialdemócratas, Magdalena Andersson,, anunció su dimisión.

## Elecciones a los Consejos de Condado
Las elecciones a las diputaciones provinciales de Suecia se producen simultáneamente con las elecciones parlamentarias en el tercer domingo de septiembre, y utilizan el mismo sistema electoral. Las elecciones de los Condados usan habitualmente municipios individuales, o alternativamente, grupos de municipios, como circunscripciones electorales. El número de plazas en la Diputación Provincial asignadas a cada circunscripción, y los límetes de los distritos, queda a la entera discreción de cada Diputación Provincial. Según lo dispuesto por la legislación sueca, nueve de cada diez puestos en cada Consejo de Condado son fijos. Los escaños restantes son los asientos de ajuste, que sirven para garantizar la proporcionalidad en todo el condado, al igual que con las elecciones parlamentarias. 
Al contrario que en las elecciones del Riksdag donde el umbral mínimo para la entrada es de 4%, en las elecciones del condado se usa un umbral más bajo del 3%. Por otra parte, los requisitos de elegibilidad de los votantes para las elecciones locales son diferentes, como se mencionó anteriormente.

## Elecciones municipales

Los municipios de Suecia.

Las elecciones a las asambleas municipales también se celebran en el tercer domingo de septiembre, y también usan el mismo sistema de distribución de puestos, con algunas diferencias:
- Los requisitos de elegibilidad de votantes difieren de las de las elecciones parlamentarias. (Comentados más arriba)
- No existe un umbral mínimo para ganar escaños.
- Todos los asientos en las asambleas municipales son permanentes. No hay asientos de ajuste. Esto puede hacer que la distribución de escaños en las asambleas municipales, difieran un poco de la distribución real de los votos en las elecciones.

## Elecciones al Parlamento Europeo
Las Elecciones al Parlamento Europeo tienen lugar cada cinco años en junio en toda la Unión Europea. El día exacto de la elección varía según el país de acuerdo a la tradición local, con lo que en Suecia todos las elecciones al Parlamento Europeo se produce en domingo.
Para las elecciones parlamentarias europeas, toda Suecia consiste en un único distrito electoral. El Parlamento Europeo cuenta con 732 puestos permanentes, de los cuales 19 fueron asignados a Suecia para las elecciones de 2004. A Suecia se asignaron 18 escaños en 2009.
- Elecciones al Parlamento Europeo de 1995 (Suecia)
- Elecciones al Parlamento Europeo de 1999 (Suecia)
- Elecciones al Parlamento Europeo de 2004 (Suecia)

## Elecciones a la Asamblea de la Iglesia de Suecia
Se celebraron elecciones para la Asamblea de la Iglesia de Suecia (Kyrkomötet), es decir, el "parlamento" de la Iglesia Luterana de Suecia el 18 de septiembre de 2005. Al mismo tiempo se celebraron elecciones para las asambleas de las diócesis y parroquias de todo el país.

## Enlaces
- Autoridad Electoral de Suecia - Sitio oficial (en inglés)
- Valmyndigheten - Sitio oficial (en sueco)
- Statistics Sweden: Elections 1910-2005 - Sitio oficial (en sueco)
- Departamento de Estado de USA-Suecia (en inglés)
- Adam Carr's Election Archive (en inglés)
- Partidos y elecciones en Europa (en inglés)
- European Democracies (en inglés)

- Datos: Q3735285
- Multimedia: Elections in Sweden / Q3735285